# Luiz Alberto
Luiz Alberto da Silva Oliveira est un footballeur brésilien né le 1er décembre 1977 à Rio de Janeiro. Il évolue au poste de défenseur central.
Luiz Alberto a reçu une sélection en équipe du Brésil et a participé à la Coupe des confédérations 1999 avec cette équipe.

## Carrière
- 1996-1999 : CR Flamengo  Brésil
- 2000-2001 : AS Saint-Étienne  France
- 2001-2005 : Real Sociedad  Espagne
- → 2002 : SC Internacional  Brésil
- → 2003 : Atlético Mineiro  Brésil
- 2005-2006 : Santos FC  Brésil
- 2007-2010 : Fluminense FC  Brésil
- 2010 : CA Boca Juniors  Argentine[1],[2]

## Palmarès

### En sélection
- 1 sélection en équipe du Brésil lors de l'année 1999
- Finaliste de la Coupe des confédérations 1999 avec le Brésil

### En club
- Champion de l'État de Rio de Janeiro en 1996, 1999 et 2000 avec Flamengo
- Vainqueur de la Copa Mercosur en 1999 avec Flamengo
- Vainqueur de la Coupe Guanabara en 1999 avec Flamengo
- Vainqueur de la Copa de Oro en 1996 avec Flamengo
- Champion de l'État de Sao Paulo en 2006 avec Santos
- Vainqueur de la Coupe du Brésil en 2007 avec Fluminense